# Vekaranjärvi
Vekaranjärvi är en sjö i kommunen Kouvola i landskapet Kymmenedalen i Finland. Sjön ligger 95,2 meter över havet. Arean är 1,66 kvadratkilometer och strandlinjen är 10,98 kilometer lång. Sjön  ingår i Kymmene älvs huvudavrinningsområde.   Den ligger omkring 70 km norr om Kotka och omkring 150 km nordöst om Helsingfors. 
I sjön finns bland andra ön Suursaari. 